# Union Grove (Wisconsin)
Union Grove es una villa ubicada en el condado de Racine en el estado estadounidense de Wisconsin. En el Censo de 2010 tenía una población de 4.915 habitantes y una densidad poblacional de 769,54 personas por km².

## Geografía
Union Grove se encuentra ubicada en las coordenadas 42°41′13″N 88°3′0″O / 42.68694, -88.05000. Según la Oficina del Censo de los Estados Unidos, Union Grove tiene una superficie total de 6.39 km², de la cual 6.38 km² corresponden a tierra firme y (0.04%) 0 km² es agua.

## Demografía
Según el censo de 2010, había 4.915 personas residiendo en Union Grove. La densidad de población era de 769,54 hab./km². De los 4.915 habitantes, Union Grove estaba compuesto por el 96.56% blancos, el 0.55% eran afroamericanos, el 0.26% eran amerindios, el 0.61% eran asiáticos, el 0% eran isleños del Pacífico, el 0.51% eran de otras razas y el 1.51% pertenecían a dos o más razas. Del total de la población el 3.21% eran hispanos o latinos de cualquier raza.